# 石炭化学
石炭化学（せきたんかがく、coal chemistry）は、石炭の化学的な利用や構造、成因の解明に関する学問で工業化学の一種。

## 概要
石炭はベンゼン環やピリジン環、シクロヘキサン環が縮合した多環化合物がアルキレン（メチレン鎖 (−CH2−)）によって架橋されているという構造を持っている。このことは亜炭から無煙炭まで基本的に共通する。炭素の割合は縮合の程度によって決まり、一定量の窒素や酸素、硫黄を含んでいる。モル比では4割程度が水素であり、単純な炭素塊ではない。
また、このような高分子の隙間には乾留などで揮発する低沸点の小さな分子があり、石炭を乾留するとこのような成分や弱い結合が切断されて石炭ガスやコールタールになるものと考えられている。乾留に必要な温度は 300 ℃ から 500 ℃ である。かつての石炭化学で合成されていた数多くの化学製品は、現在では石油から作られている（石油化学を参照）。しかしながら、コークス製造の過程で生じる石炭ガスやコールタールは現在でも利用され続けている。石炭の液化は石炭の炭素間の結合の切断や水素の付加によって行われる。これはベルギウス法として知られているが、代用ガソリンにするためにはオクタン価を高めるために異性化が行われ、これに用いられる触媒も開発されている。
石炭は乾留することにより様々な化合物を生成するが、主成分は炭素と水素であるので、有機化学の知識をある程度必要とする。石炭の液化には触媒が必要であるので触媒化学が重要な要素としてある。また、化合物の分離精製などに化学工学も重要である。

## 石油化学との違い
石油化学の場合、ナフサやエタンを熱分解して作られるエチレンを用いる。
一方石炭化学では石炭を使ってカーバイドを作り、カーバイドと水を反応させて生じるアセチレンを用いる、今日とは異なる経路、触媒で石油化学製品を作る技術体系が存在していた。
かつて、アセチレンを用いた石油化学製品の製造には触媒に水銀が使われていたことも有り、水俣病の原因となった。今日では水銀を用いない石油化学に切り替わっている。

### 石炭オレフィン合成
中国では安価な石炭を元にメタノールを作り(C1化学)、メタノールからエチレンやプロピレンなどオレフィンを作り出すMTO法(Methanol to Olefin)の大規模工業化を進めている。メタノールからプロピレンを 合成する MTP法（methanol topropylene）という。また、石炭原料から軽質オレフィンを製造する一貫プロセスは、CTO法（coal to olefin）とよばれる。この方法により石油化学と同じプロセスが使用可能になる。但しこの方法ではメタノールやエチレンを構成する水素を水蒸気改質で作り出すために二酸化炭素排出が生じる。

## 歴史
石炭の利用は他の燃料同様古く、古代には発見され、燃えるということは知られていた。時代が下って近世ヨーロッパで製鉄産業が盛んとなったころに、木材が不足したために大規模に利用されるようになった。また、蒸気機関の燃料としても用いられ、産業革命の成功の大きな要因となっている。本質的に炭素の塊である石炭は燃料としての利用が専らであった。このことは現在でも変わらないが、工業と化学の進化に伴い化学的にどのような物質であるかということが知られるようになった。
また、石炭を乾留することで生じる石炭ガス、コールタール及びコークスの利用法も確立されていった。石炭ガスは1600年に発見されており、およそ200年後に照明用のガスとして実用化された。19世紀の霧のロンドンを照らしたのはこのガスである。コールタールは1655年に乾留によって生ずることが見出され、溶媒や防腐剤として用いられた。また、コールタールの蒸留によって各成分が単離されることにより、ベンゼンやトルエンが発見され、化学の進展に大きな役割を果たした。ベンゼン等の芳香族化合物は人工色素などの化学製品、初期の化学工業の主要な製品の原料となった。また、コークスは銑鉄を作る際など、鉱石の還元剤として利用されている。
1910年ごろ、フリードリッヒ・ベルギウスによって石炭の液化法（ベルギウス法）が開発され、ドイツや日本など油田が確保できない先進国によって盛んに研究された。特に日本では南満州鉄道や帝国海軍での研究が知られている。
20世紀前半に石油化学が誕生し、その後ベンゼンやトルエンが蒸留や精留によって得られるようになると、化学原料の主流はそちらに移っていった。しかし、石油の可採年数が有限であることが認識されるにつれ、石炭の液化が再び注目を浴びている。地球温暖化の懸念から石炭の利用は控えられる傾向にあるため燃料としての石炭の価値は不安定であるが、天然に存在する純度の高い炭素源として一定の価値を持ち続けるものと考えられる。